# Volley Tricolore Reggio Emilia 2019-2020
Questa voce raccoglie le informazioni riguardanti il Volley Tricolore Reggio Emilia nelle competizioni ufficiali della stagione 2019-2020.

## Stagione
La stagione 2019-20 è per il Volley Tricolore Reggio Emilia, con il nome sposorizzato di Conad Reggio Emilia, la settima, la sesta consecutiva, in Serie A2. Rispetto all'annata precedente viene cambiato l'allenatore, la cui scelta cade su Pasquale Bosco, sostituito prima da Giuseppe Lorizio e poi da Carlo Fabris, mentre la rosa viene quasi completamente modificata, con poche conferme tra cui quella di Andrea Ippolito, Alberto Bellini e Davide Morgese: tra i nuovi acquisti quelli di Ludovico Dolfo, Mattei, Riccardo Pinelli, Aidan Zingel e Alessandro Magnani e tra le cessioni quelle di Giacomo Bellei, Nicola Sesto e Marco Fabbroni.
Il campionato si apre con la vittoria in casa della Libertas Brianza, seguita dalla sconfitta ad opera dell'Impavida Ortona: dopo una serie di risultati altalenanti, a partire dalla sesta giornata il club di Reggio Emilia colleziona esclusivamente gare perse, chiudendo il girone di andata al decimo posto, non utile per qualificarsi alla Coppa Italia di Serie A2/A3. Nel girone di ritorno, il Tricolore ottiene solamente sconfitte: tuttavia, dopo la ventesima giornata, il campionato viene prima sospeso e poi definitivamente interrotto a causa del diffondersi in Italia della pandemia di COVID-19. Al momento dell'interruzione la squadra stazionava all'undicesimo posto in classifica.

## Organigramma societario
Area direttiva
- Presidente: Giulio Bertaccini
- Vicepresidente: Azzio Santini
- Consigliere delegato settore giovanile: Massimo Davoli

Area organizzativa
- Segreteria amministrativa: Patrizia Battini
- Assistente palestra: Antonio Ratta
- Coordinatore tecnico: Piero Taddei

Area tecnica
- Allenatore: Pasquale Bosco (fino al 23 dicembre 2019), Giuseppe Lorizio (dal 24 dicembre 2019 al 3 febbraio 2020), Carlo Fabris (dal 5 febbraio 2020)
- Allenatore in seconda: Massimo Civillini
- Scout man: Alessandro Mori
- Responsabile settore giovanile: Carlo Augusto Sezzi, Mauro Costi

Area comunicazione
- Ufficio stampa: Giulia Beneventi
- Assistente ufficio stampa: Federico Fanti
- Responsabile comunicazioni: Loris Migliari

Area marketing
- Biglietteria: Claudia Confetti
- Responsabile abbigliamento sportivo: Morena Lugli

Area sanitaria
- Medico: Marco Poli
- Fisiterapista: Carlotta Mainini
- Preparatore atletico: Giovanni Biondi, Massimiliano Rimoldi

## Rosa
| N° | Nome               | Ruolo | Data di nascita  | Nazionalità sportiva |
| -- | ------------------ | ----- | ---------------- | -------------------- |
| 1  | Aidan Zingel       | C/O   | 19 novembre 1990 | Australia            |
| 2  | Mattia Catellani   | P     | 25 maggio 1999   | Italia               |
| 3  | Andrea Mattei      | C     | 23 luglio 1993   | Italia               |
| 4  | Andrea Miselli     | C     | 8 dicembre 1994  | Italia               |
| 5  | Luca Santini       | C     | 5 luglio 1997    | Italia               |
| 6  | Ludovico Dolfo     | S     | 30 giugno 1989   | Italia               |
| 7  | Riccardo Pinelli   | P     | 17 febbraio 1991 | Italia               |
| 9  | Alessandro Magnani | O     | 4 marzo 1995     | Italia               |
| 10 | Alberto Bellini    | S     | 7 giugno 1987    | Italia               |
| 11 | Luca Cagni         | L     | 20 maggio 2001   | Italia               |
| 12 | Enrico Scarpi      | L     | 2 ottobre 1995   | Italia               |
| 13 | Andrea Ippolito    | S     | 16 novembre 1985 | Italia               |
| 16 | Davide Morgese     | L     | 16 giugno 1996   | Italia               |
| 18 | Tommaso Fabi       | C     | 6 dicembre 1996  | Italia               |

## Mercato
| Acquisti | Acquisti           | Acquisti          | Acquisti   |
| R.       | Nome               | da                | Modalità   |
| -------- | ------------------ | ----------------- | ---------- |
| L        | Luca Cagni         | Pieve             | definitivo |
| P        | Mattia Catellani   | Atlantide Brescia | definitivo |
| S        | Ludovico Dolfo     | Impavida Ortona   | definitivo |
| C        | Tommaso Fabi       | Motta             | definitivo |
| O        | Alessandro Magnani | Top Team Mantova  | definitivo |
| C        | Andrea Mattei      | Emma Villas       | definitivo |
| C        | Andrea Miselli     | Lupi Santa Croce  | definitivo |
| P        | Riccardo Pinelli   | BluVolley Verona  | definitivo |
| C        | Luca Santini       | San Martino       | definitivo |
| L        | Enrico Scarpi      | AVS               | definitivo |
| C/O      | Aidan Zingel       | New Mater         | definitivo |

| Cessioni | Cessioni            | Cessioni          | Cessioni   |
| R.       | Nome                | a                 | Modalità   |
| -------- | ------------------- | ----------------- | ---------- |
| S        | Nicola Amorico      | Canottieri Ongina | definitivo |
| P        | Alberto Bellei      | Viadana           | definitivo |
| O        | Giacomo Bellei      | Team Club         | definitivo |
| C        | Davide Benaglia     | Arno              | definitivo |
| O        | Alexander Chadtchyn | Team Volley       | definitivo |
| P        | Marco Fabbroni      | New Mater         | definitivo |
| C        | Augusto Quarta      | Team Volley       | definitivo |
| C        | Nicola Sesto        | Impavida Ortona   | definitivo |
| S        | Giulio Silva        | Busseto           | definitivo |
| L        | Ernesto Torchia     | Leverano          | definitivo |

## Risultati

### Serie A2

#### Girone di andata
| 1ª giornata - 20 ottobre 2019 PalaParini, Cantù                  | Libertas Brianza | 1 - 3 | Tricolore           | 16-25, 25-19, 17-25, 22-25        |
| 2ª giornata - 27 ottobre 2019 PalaBigi, Reggio Emilia            | Tricolore        | 1 - 3 | Impavida Ortona     | 26-24, 19-25, 18-25, 24-26        |
| 3ª giornata - 3 novembre 2019 PalaGrotte, Castellana Grotte      | New Mater        | 0 - 3 | Tricolore           | 21-25, 20-25, 20-25               |
| 4ª giornata - 9 novembre 2019 PalaParenti, Santa Croce sull'Arno | Lupi Santa Croce | 3 - 0 | Tricolore           | 25-19, 25-23, 25-15               |
| 5ª giornata - 17 novembre 2019 PalaBigi, Reggio Emilia           | Tricolore        | 2 - 3 | Rinascita Lagonegro | 25-23, 22-25, 25-20, 18-25, 20-22 |
| 6ª giornata - 18 dicembre 2019 PalaManera, Mondovì               | Mondovì          | 2 - 3 | Tricolore           | 18-25, 25-19, 25-19, 22-25, 8-15  |
| 7ª giornata - 1º dicembre 2019 PalaBigi, Reggio Emilia           | Tricolore        | 0 - 3 | Olimpia Bergamo     | 21-25, 19-25, 22-25               |
| 8ª giornata - 7 dicembre 2019 PalaParenti, Santa Croce sull'Arno | Peimar           | 3 - 1 | Tricolore           | 25-10, 25-17, 22-25, 25-16        |
| 9ª giornata - 14 dicembre 2019 PalaBigi, Reggio Emilia           | Tricolore        | 0 - 3 | Atlantide Brescia   | 19-25, 19-25, 24-26               |
| 10ª giornata - 21 dicembre 2019 PalaBigi, Reggio Emilia          | Tricolore        | 0 - 3 | Materdomini         | 26-28, 17-25, 21-25               |
| 11ª giornata - 26 dicembre 2019 PalaMensSana, Siena              | Emma Villas      | 3 - 0 | Tricolore           | 25-17, 25-13, 25-18               |

#### Girone di ritorno
| 12ª giornata - 5 gennaio 2020 PalaBigi, Reggio Emilia             | Tricolore           | 1 - 3 | Libertas Brianza | 24-26, 26-24, 22-25, 26-28 |
| 13ª giornata - 12 gennaio 2020 Palasport Comunale, Ortona         | Impavida Ortona     | 3 - 1 | Tricolore        | 25-21, 29-27, 23-25, 25-20 |
| 14ª giornata - 19 gennaio 2020 PalaBigi, Reggio Emilia            | Tricolore           | 1 - 3 | New Mater        | 25-23, 24-26, 26-28, 19-25 |
| 15ª giornata - 26 gennaio 2020 PalaBigi, Reggio Emilia            | Tricolore           | 1 - 3 | Lupi Santa Croce | 21-25, 28-26, 24-26, 22-25 |
| 16ª giornata - 2 febbraio 2020 PalaCorigliano, Corigliano-Rossano | Rinascita Lagonegro | 3 - 0 | Tricolore        | 25-17, 28-26, 25-17        |
| 17ª giornata - 9 febbraio 2020 PalaBigi, Reggio Emilia            | Tricolore           | 0 - 3 | Mondovì          | 22-25, 19-25, 20-25        |
| 18ª giornata - 14 febbraio 2020 Palazzetto dello sport, Bergamo   | Olimpia Bergamo     | 3 - 0 | Tricolore        | 25-21, 25-15, 25-14        |
| 19ª giornata - 1º marzo 2020 PalaBigi, Reggio Emilia              | Tricolore           | -     | Peimar           | annullata                  |
| 20ª giornata - 8 marzo 2020 PalaSanFilippo, Brescia               | Atlantide Brescia   | 3 - 1 | Tricolore        | 25-18, 25-20, 24-26, 25-19 |
| 21ª giornata - 15 marzo 2020 PalaGrotte, Castellana Grotte        | Materdomini         | -     | Tricolore        | annullata                  |
| 22ª giornata - 22 marzo 2020 PalaBigi, Reggio Emilia              | Tricolore           | -     | Emma Villas      | annullata                  |

## Statistiche

### Statistiche di squadra
| Competizione | Punti | In casa | In casa | In casa | In trasferta | In trasferta | In trasferta | Totale | Totale | Totale |
| Competizione | Punti | G       | V       | P       | G            | V            | P            | G      | V      | P      |
| ------------ | ----- | ------- | ------- | ------- | ------------ | ------------ | ------------ | ------ | ------ | ------ |
| Serie A2     | 9     | 9       | 0       | 9       | 10           | 3            | 7            | 19     | 3      | 16     |
| Totale       | -     | 9       | 0       | 9       | 10           | 3            | 7            | 19     | 3      | 16     |

G = partite giocate; V = partite vinte; P = partite perse

### Statistiche dei giocatori
| Giocatore    | Serie A2 | Serie A2 | Serie A2 | Serie A2 | Serie A2 | Totale | Totale | Totale | Totale | Totale |
| Giocatore    | P        | PT       | AV       | MV       | BV       | P      | PT     | AV     | MV     | BV     |
| ------------ | -------- | -------- | -------- | -------- | -------- | ------ | ------ | ------ | ------ | ------ |
| A. Bellini   | 15       | 114      | 103      | 8        | 3        | 15     | 114    | 103    | 8      | 3      |
| L. Cagni     | 0        | 0        | 0        | 0        | 0        | 0      | 0      | 0      | 0      | 0      |
| M. Catellani | 18       | 2        | 1        | 0        | 1        | 18     | 2      | 1      | 0      | 1      |
| L. Dolfo     | 17       | 173      | 155      | 8        | 10       | 17     | 173    | 155    | 8      | 10     |
| T. Fabi      | 11       | 14       | 9        | 5        | 0        | 11     | 14     | 9      | 5      | 0      |
| A. Ippolito  | 18       | 195      | 159      | 18       | 18       | 18     | 195    | 159    | 18     | 18     |
| A. Magnani   | 12       | 124      | 113      | 5        | 6        | 12     | 124    | 113    | 5      | 6      |
| A. Mattei    | 19       | 162      | 120      | 34       | 8        | 19     | 162    | 120    | 34     | 8      |
| A. Miselli   | 14       | 82       | 52       | 29       | 1        | 14     | 82     | 52     | 29     | 1      |
| A. Morgese   | 19       | 0        | 0        | 0        | 0        | 19     | 0      | 0      | 0      | 0      |
| R. Pinelli   | 19       | 22       | 3        | 9        | 10       | 19     | 22     | 3      | 9      | 10     |
| L. Santini   | 0        | 0        | 0        | 0        | 0        | 0      | 0      | 0      | 0      | 0      |
| E. Scarpi    | 15       | 8        | 7        | 1        | 0        | 15     | 8      | 7      | 1      | 0      |
| A. Zingel    | 13       | 179      | 156      | 18       | 5        | 13     | 179    | 156    | 18     | 5      |

P = presenze; PT = punti totali; AV = attacchi vincenti; MV = muri vincenti; BV = battute vincenti